# Klyxum tuberculosa
Klyxum tuberculosa is een zachte koraalsoort uit de familie Alcyoniidae. De koraalsoort komt uit het geslacht Klyxum. Klyxum tuberculosa werd in 1970 voor het eerst wetenschappelijk beschreven door Tixier-Durivault. 